# Abschied des Träumers vom neunten Land
Abschied des Träumers vom Neunten Land ist ein 1991 erschienenes Werk von Peter Handke.

## Inhalt
Peter Handke reflektiert anhand mehrere persönlicher Erfahrungen die Entstehung des Staates Slowenien. Obwohl Handke durch seine frühe Kindheit in Altenmarkt (slow. Stara Vas), einem Ortsteil von Griffen sich mit dem slowenischen Volk verbunden fühlt, schreibt er von sich "Ein „Slowene“ jedoch wurde ich nie, nicht einmal … ein „halber“ ". Er beschreibt, wie wirklich ihm Jugoslawien immer erschien im Vergleich zum „gegenstandslosen“ Deutschland seiner Jugend, und stellt Slowenien als gastfreundliches Land dar. Er beschwört die Einigkeit der südslawischen Völker, die er anhand der gemeinsamen Erfahrungen von 1918 (Ende der Habsburger Monarchie) und des Zweiten Weltkriegs begründet.
Er kritisiert, dass der Wunsch zur Staatswerdung in Slowenien von außen kam und erwähnt in diesem Zusammenhang mehrere deutsche Zeitungen (Spiegel, Frankfurter Allgemeine Zeitung) aber auch Le Monde. Er erwähnt das slowenische Märchen vom „neunten Land“, das Slowenien zu Gunsten des Begriffs Mitteleuropas aufgibt. Er beschreibt ein jährlich wiederkehrendes Treffen von Intellektuellen in Lipica, bei dem die Teilnehmer über die Jahre immer unkenntlicher wurden in ihrer einhelligen Meinung zur slowenischen Unabhängigkeit. Anhand mehrerer Berichte lässt er Zweifel aufkommen, ob ein eigenständiges Slowenien von den Slowenen selbst gewünscht wurde.